# 拿笃
拿笃是位于马来西亚沙巴斗湖行政区一县城，达卫湾（Darvel Bay）之北。地理位置是东经118°19'，北纬5°1'，县城行政范围面积约6,635平方公里。从广义来说，拿笃指的是国会选区，即包括诗南、东谷和古纳州选区在内。

## 历史
地名Lahad Datu来自苏禄语系，意为“望族之地”。在公元1417年，苏禄国的王族曾经带着诗南山出产的燕窝送给中国明朝皇帝，因此有“诗南贡燕”之称。
今天的拿笃镇，并非与最早期的拿笃镇位于同一位置。19世纪末，拿笃最繁荣的地带是在诗南山附近，甘邦诗南的海岸。英国船舰H.M.S弯德勒号于1890年碇泊在诗南海岸时，当地已经有华人聚居。另外，甘邦诗南上也有中国清朝先民留下的墓碑，早年发现的墓碑上刻有“福建永春”及“清光绪乙亥”（1875年）的字样，当地应是拿笃最早的华人聚集地。

## 冲突
1985年9月23日，15至20名来自菲律宾南部的武装分子携带重型武器打劫市区的渣打标准银行，并刻意向民众开枪，杀死21个民众，伤及11个民众。 
2013年馬來西亞軍警與蘇祿武裝份子在拿篤發生衝突。

## 经济

### 烟草经济时期
由于其独特的海湾型气候，拿笃被侵略者相中作为高级烟草种植地点，至此烟草成为了拿笃的经济命脉。德国人在1883年开始在西加麦河畔经营“大卫烟草种植公司”，不久后转让给英国人。后来，北婆罗洲在二战时期沦陷，英国人被日军抓进集中营，种植园停办。二战结束后，荷兰人在此继续经营至1960年。英国人经营的烟草园内住有四百户家庭，华工占了拿笃居民的一半。西加麦烟草园内种植的是供制作高级雪茄的烟叶，这种高级烟叶在1948年出口到欧洲时，一箱体积约0.5立方公尺的烟叶，报关价值为2千5百婆罗洲元，而当时一辆福特小轿车的售价也仅4千婆罗洲元左右而已。

### 轻工业、旅游业经济时期
烟草公司在1960年代结束营业过后，伐木业、橡胶种植业、和可可种植业过后在一个经济过渡时期里扮演了重要的角色。直到1990年代，油棕种植及棕油加工业才成为拿笃的经济大宗。
拿笃的油棕种植业发达，拥有120万公顷的油棕种植地和100间棕油厂。其政府耗巨资发展棕油综合工业（Palm Oil Industrial Cluster ，POIC），吸引了一些国内外投资者设厂。
拿笃市镇位于两大著名生态旅游胜地丹侬谷和踏宾野生动物保护区中间，是进入这两个地区的交通中转站。实际上，这两个地区位于“广义的拿笃区”范围内。
拿笃的房地产业发展蓬勃，从2010年起开始在拿笃展开的大型发展计划包括Titijaya集团推出的第一棕城（First Palm City Centre），发展总值（GDV）逾6亿令吉。另外还有Purcon集团推出的i-Peak商业中心，整个计划发展总值达8亿令吉。至于其他在整个大拿笃区范围（广义上的拿笃区）内的中型和小型商业店屋计划更是多不胜数。

## 人口
拿笃县1980年人口只有51,772人，2005年激增到337,326人。
拿笃居民以外地移民为主，人文面貌复杂。种族主要有巴夭人、伊达汉人、华人、卡达山杜顺人、库库斯人（Cocos）、武吉斯人、提东人、伊拉嫩人、蒂汶人、爪哇人、宋涯人等等。外来移民在整个沙巴是一个争议性非常大的课题，而拿笃更是其中一个移民风貌最为殊胜的地方。

### 拿笃人口
| 年份   | 总人口  | 城市人口 | 郊区人口 |
| ------ | ------- | -------- | -------- |
| 1980年 | 51,772  | 14,938   | 36,834   |
| 1990年 | 118,096 | 44,614   | 73,482   |
| 2005年 | 337,326 | 179,574  | 157,752  |

（1980年的数据包括古纳区）

## 交通
拿笃机场与Airport Plaza近在咫尺，距离市中心不到一公里，每日有班机来往拿笃与亚庇，航班服务由马航子公司婆罗洲航空提供。
拿笃每日有长途巴士或出租车来往州内主要城市。其中一个长途车站位于Airport Plaza毗邻的Fajar商业区（相隔一条马路），有直达亚庇早班及夜班长途巴士服务。

## 拿笃的相关照片

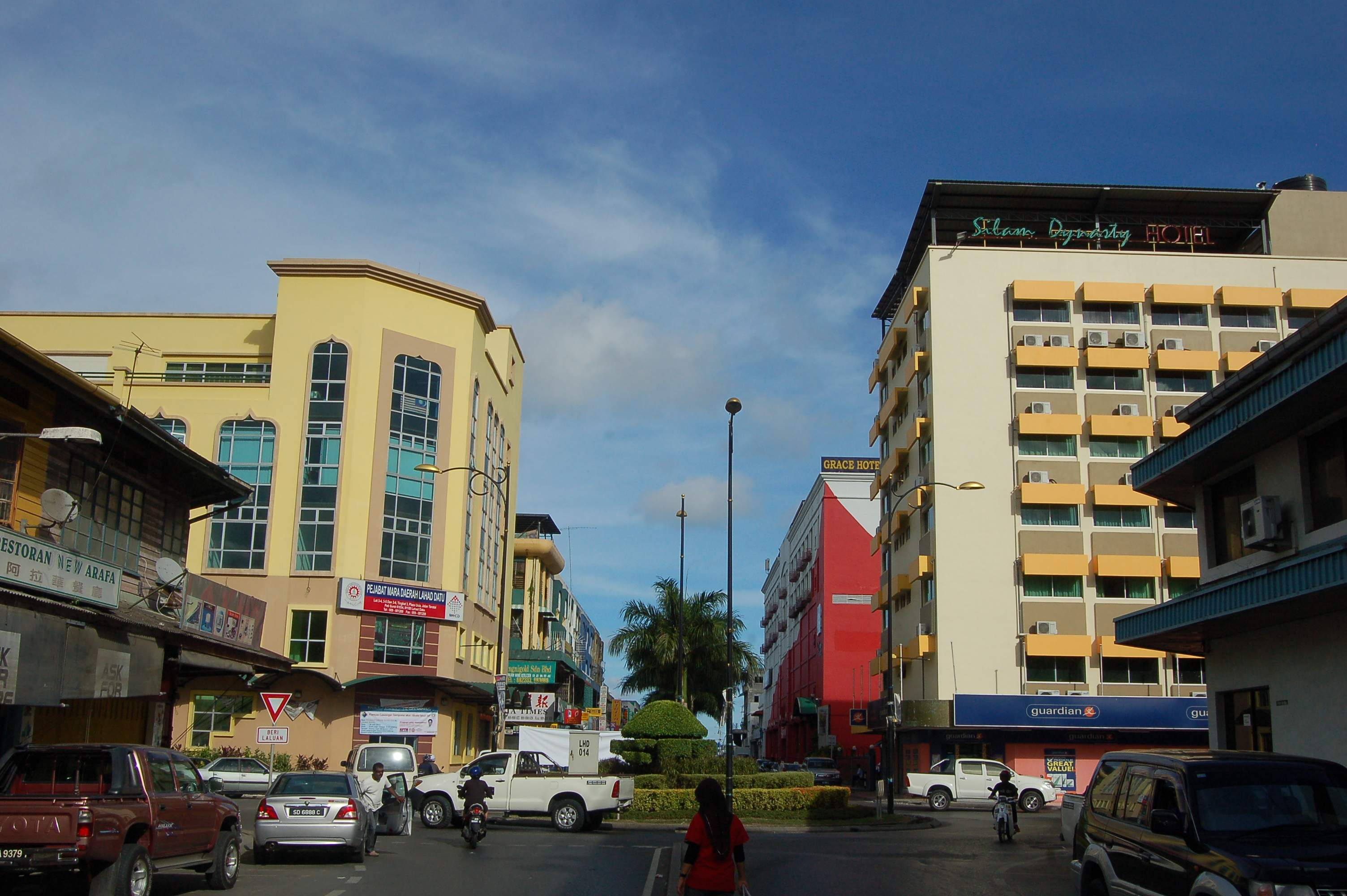
拿笃市容
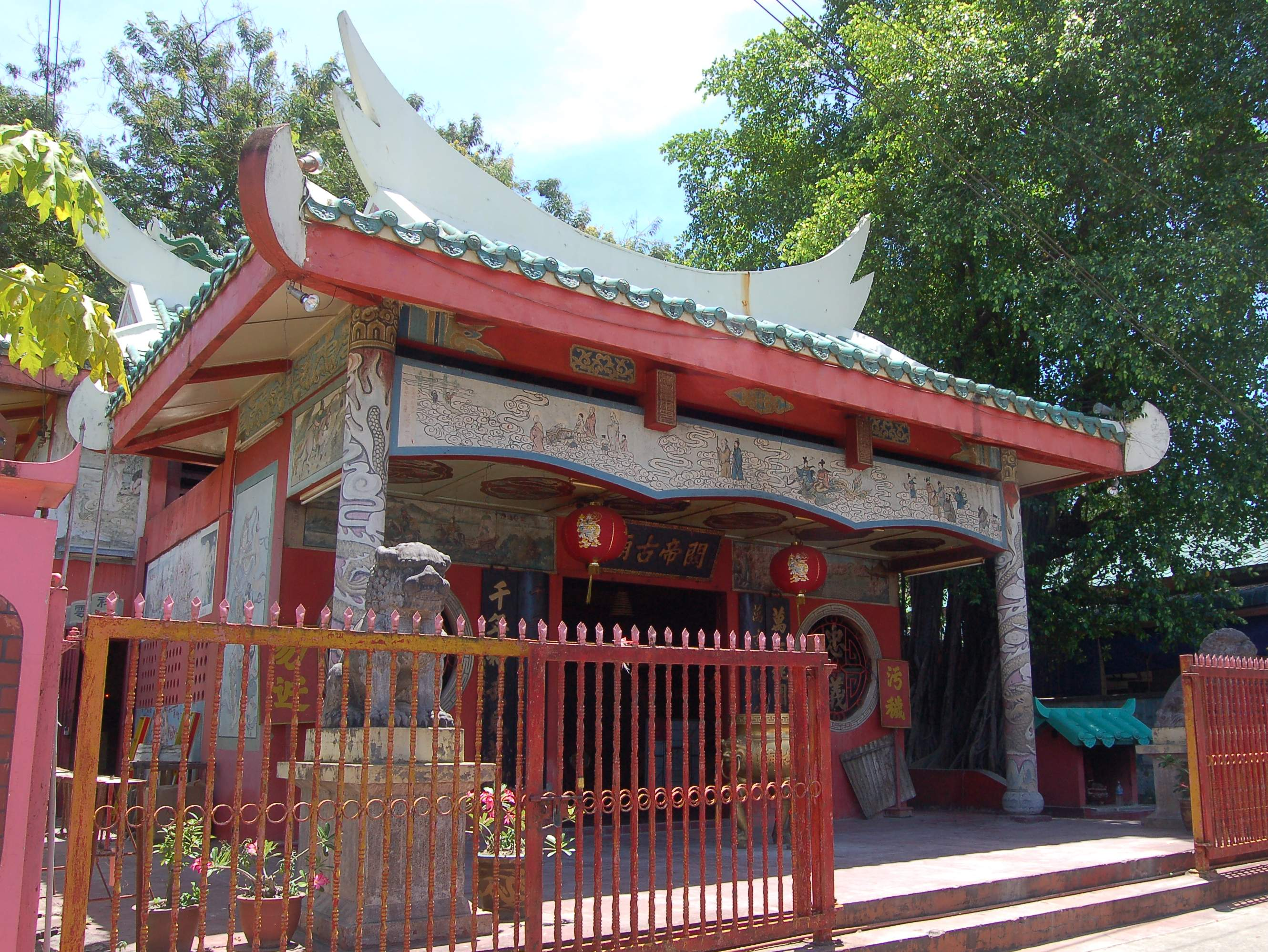
拿笃百年老庙关帝庙
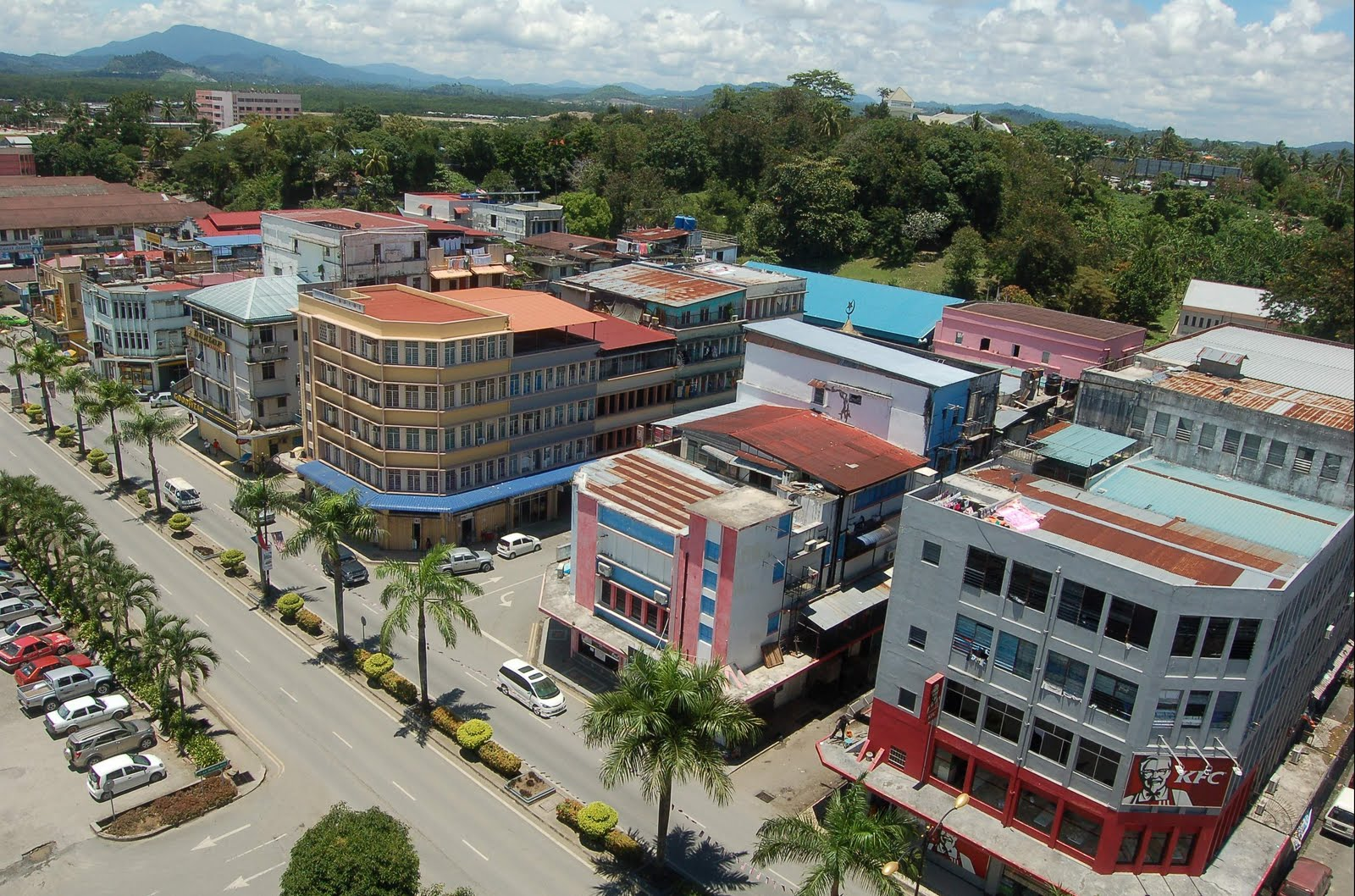
拿笃旧街
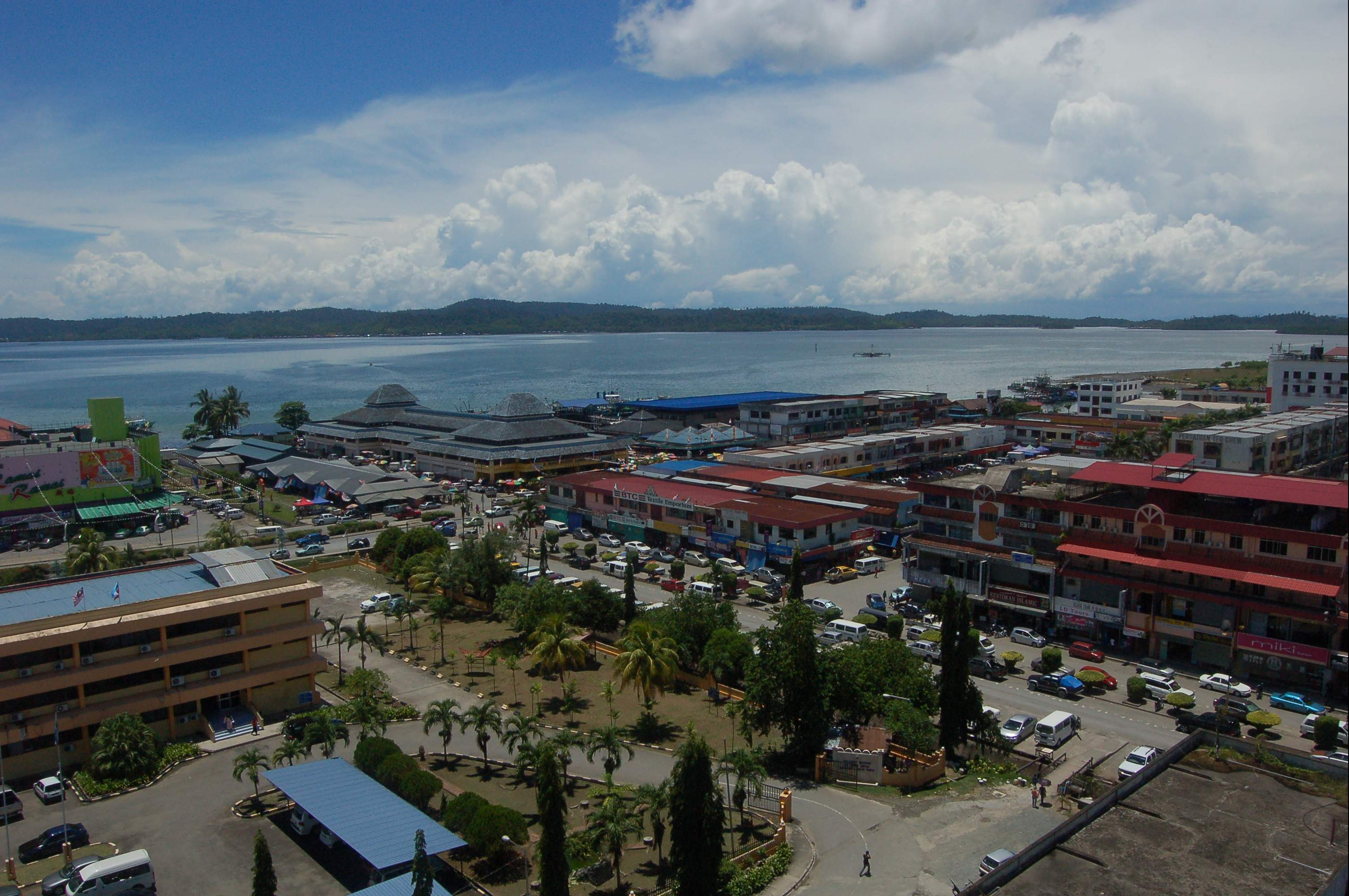
拿笃市容
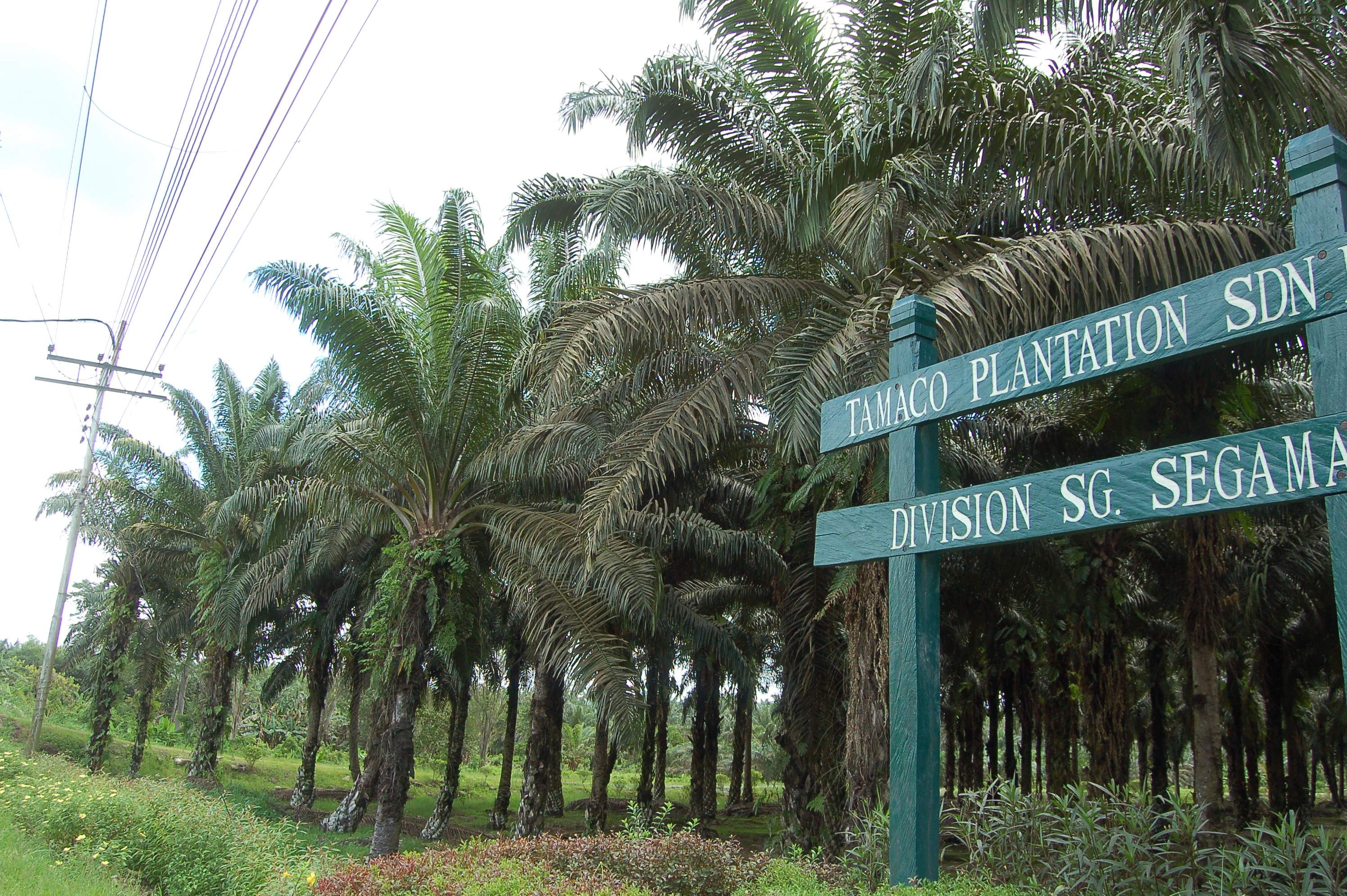
拿笃油棕园
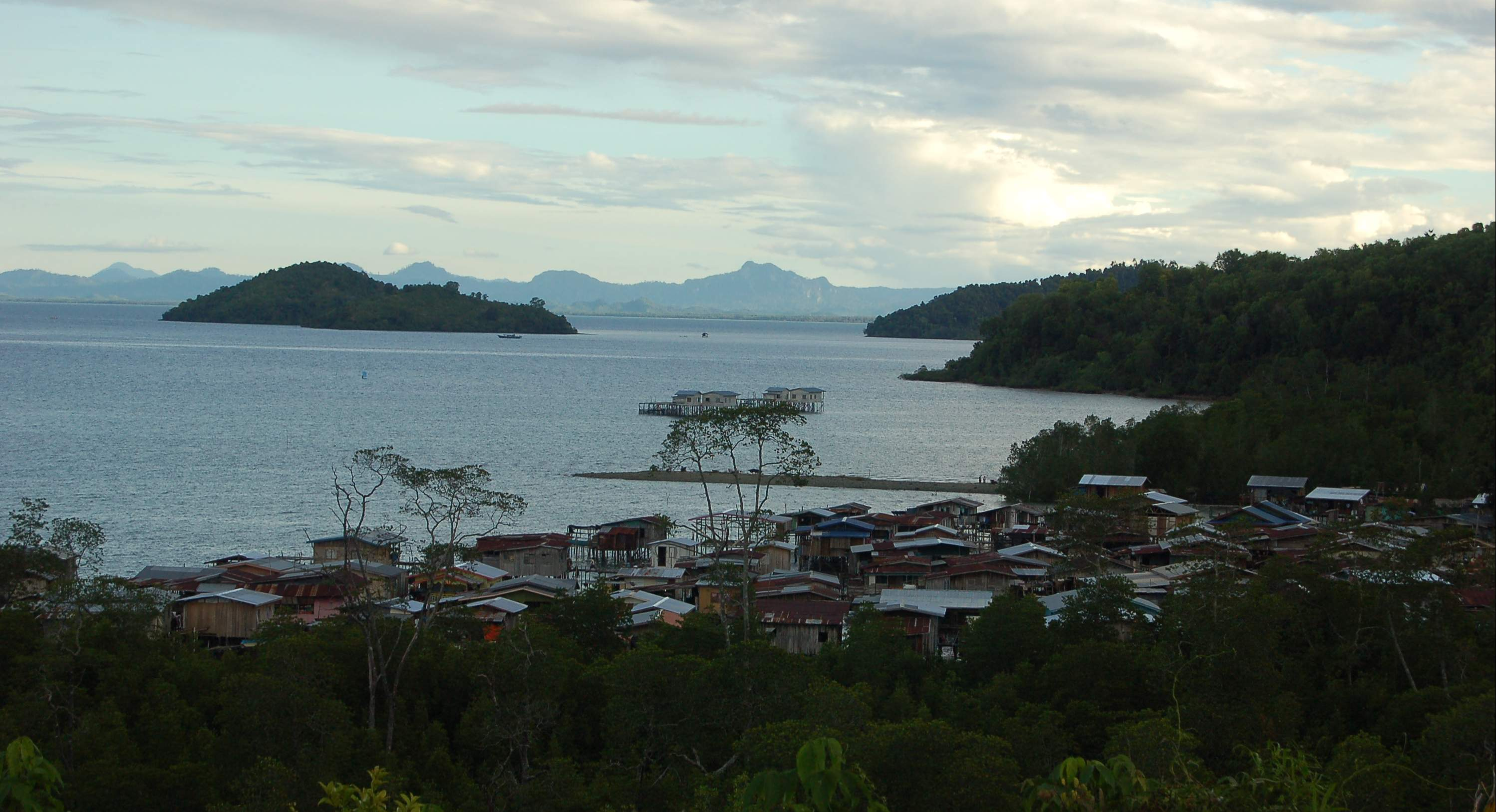
拿笃甘邦诗南
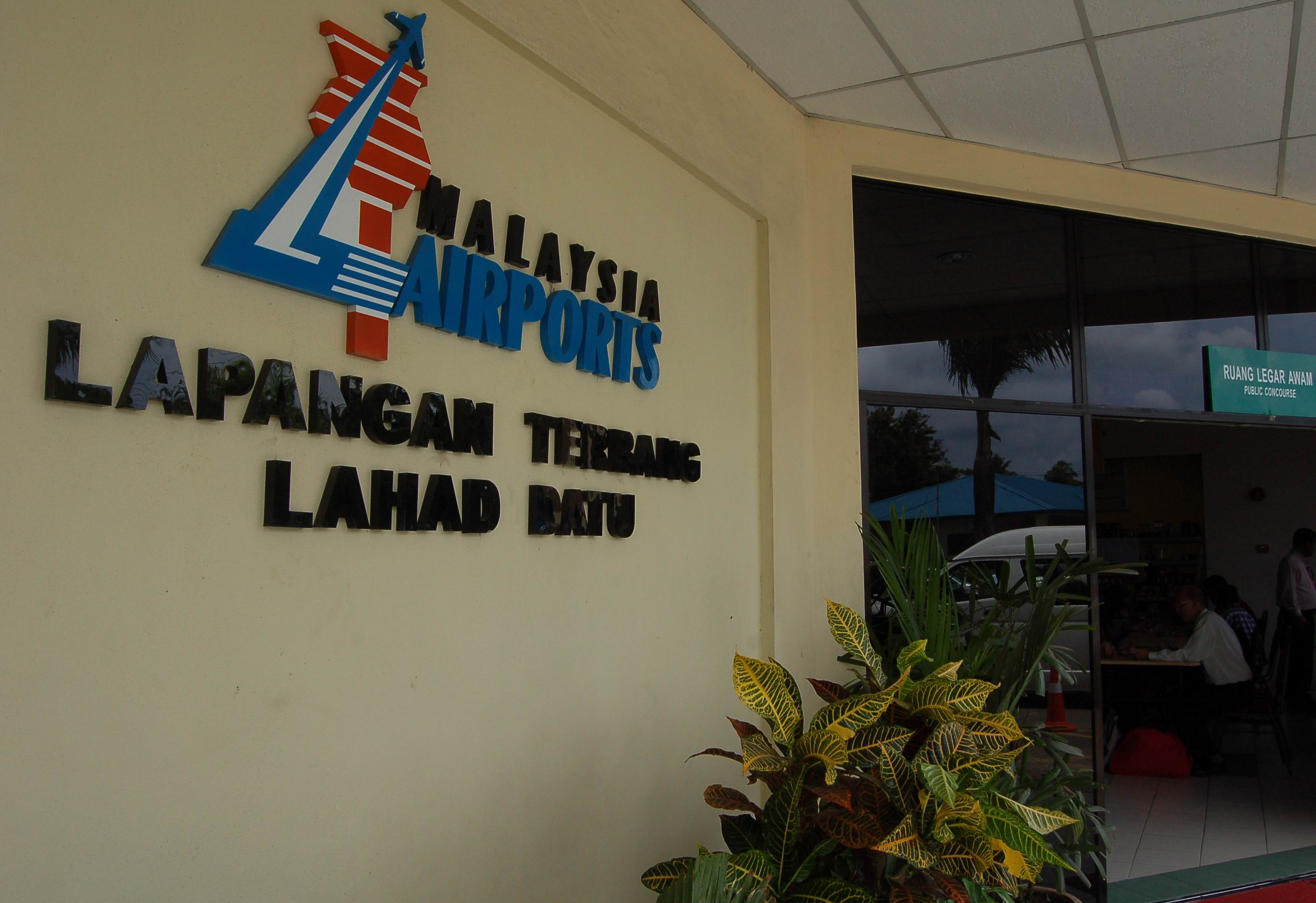
拿笃飞机场
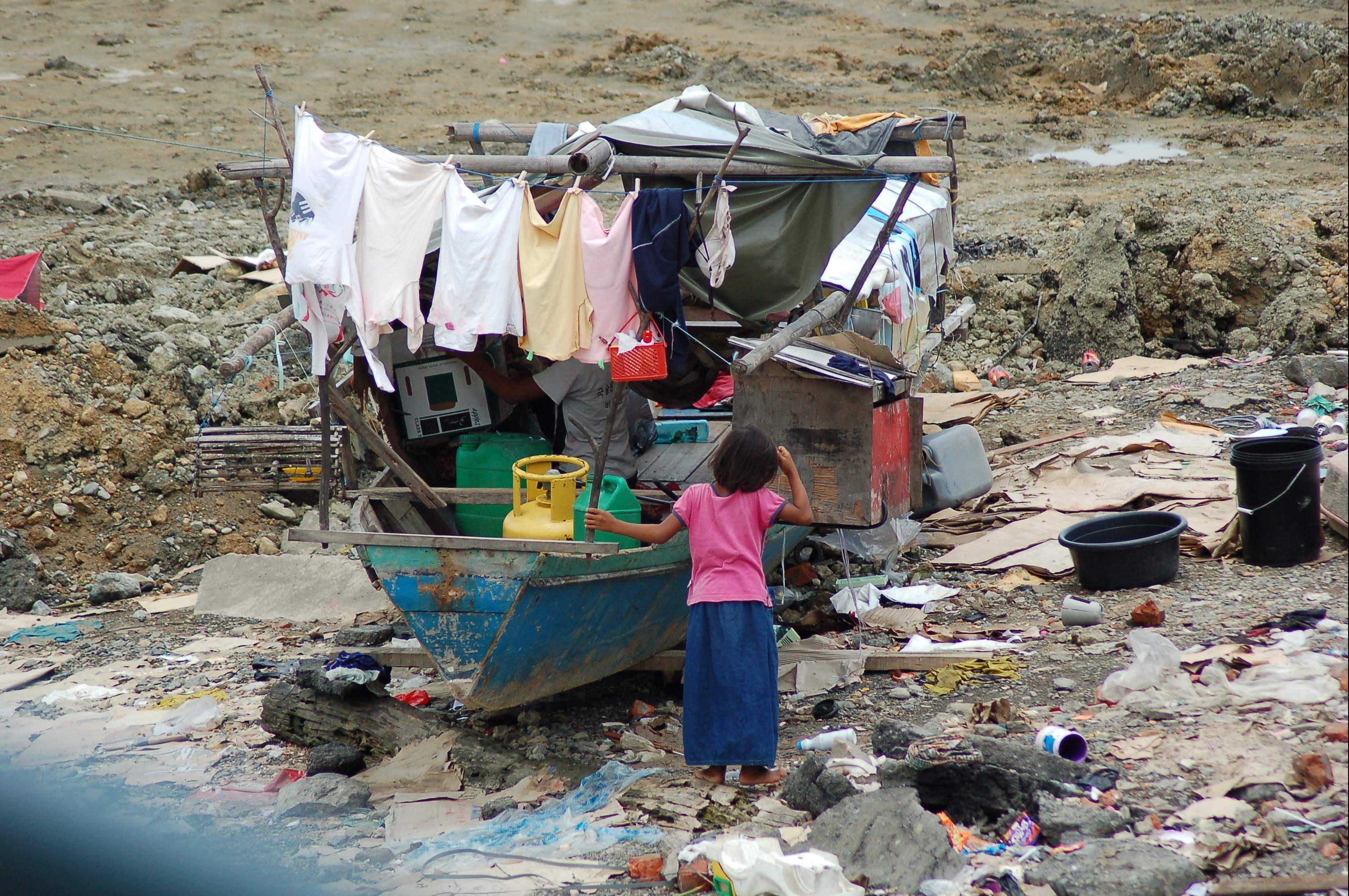
拿笃市区Wilayah街临海船民